# Porticus van Octavia

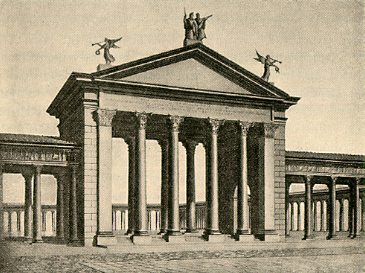
Reconstructie van de Porticus van Octavia.

De Porticus van Octavia (Latijn:Porticus Octaviae, Italiaans:Portico di Ottavia) was een gebouw in het oude Rome. Binnen de ommuring van de porticus stonden de Tempel van Jupiter Stator en de Tempel van Juno Regina.

## Geschiedenis
De Porticus van Octavia was een herbouw van de Porticus van Metellus (Latijn:Porticus Metelli), gebouwd in 146 v.Chr. door Quintus Caecilius Metellus, die dat jaar Macedonië had veroverd. Net als andere zegevierende generaals uit deze tijd, liet hij ter ere van zijn triomftocht een groot publiek bouwwerk neerzetten op het Marsveld, in de buurt van het Circus Flaminius.
De Porticus van Metellus was een rechthoekige binnentuin omgeven door zuilengalerijen. De porticus werd om de oudere Tempel van Juno Regina gebouwd, die daarna in de binnentuin stond. De Tempel van Jupiter Stator werd hier door Metellus enige jaren later naast gebouwd. 

Metellus had uit Macedonië een beroemde bronzen beeldengroep die door Lysippus voor Alexander de Grote gemaakt was na de Slag aan de Granikos, meegenomen en plaatste deze in zijn porticus. Ook andere Griekse kunstwerken werden hier tentoongesteld.
Keizer Augustus liet de porticus tussen 27 en 25 v.Chr. herbouwen en wijdde hem daarna aan zijn zuster Octavia.
De Porticus van Octavia werd verwoest tijdens de grote brand van 80 n. Chr. die het Marsveld teisterde, maar Domitianus liet hem herbouwen. Na een nieuwe brand in 203, werd de porticus gerestaureerd door Septimius Severus en Caracalla. Na de val van het West-Romeinse Rijk werden de antieke monumenten in Rome niet meer onderhouden en raakte de Porticus van Octavia in verval. In de Middeleeuwen werden op de restanten van de porticus de kerken Santa Maria in Campitelli en S. Angelo in Pescheria gebouwd. De naam van de laatste kerk verwijst naar de vismarkt die eeuwenlang op het plein ten zuiden van de porticus werd gehouden. De rest van het complex werd overbouwd met woonhuizen.

## Het gebouw
Het grondplan van de Porticus van Octavia is bekend, doordat het staat afgebeeld op een bewaard gebleven fragment van de Forma Urbis Romae, de marmeren stadskaart uit het begin van de derde eeuw.
De porticus was een rechthoekig bouwwerk met een oppervlakte van 118 bij 140 meter. De binnentuin was omgeven door een colonnade, bestaande uit een dubbele rij granieten zuilen. Er was een ingang in de zuidelijke muur en mogelijk ook nog een tweede aan de noordelijke zijde. Naast de beide tempels waren er in de porticus ook een bibliotheek ter nagedachtenis aan Marcellus, een school en een vergaderzaal gevestigd. Deze laatste werd incidenteel door de senaat gebruikt en kreeg de naam Curia Octaviae.

## Tempel van Juno Regina
De Tempel van Juno Regina (Latijn:Aedes Iunonis Reginae) was een tempel ter ere van de Romeinse godin Juno Koningin. De consul Marcus Aemilius Lepidus beloofde deze tempel te bouwen tijdens de oorlog tegen de Liguriërs in 187 v.Chr. Toen hij in 179 v.Chr. censor was, werd de tempel ingewijd. Van deze prostyle tempel, met hexastyle portico, zijn drie witmarmeren Korinthische zuilen van 12,5 meter hoog bewaard gebleven.
Deze tempel mag niet verward worden met de oudere Tempel van Juno Regina, gebouwd op de Aventijn.

## Tempel van Jupiter Stator
De Tempel van Jupiter Stator (Latijn:Aedes Iovis Statoris) was een tempel ter ere van de Tot stilstand brengende Jupiter, gebouwd door Metellus na 146 v.Chr. Volgens de Romeinse architect Vitruvius was deze tempel ontworpen door Hermodorus van Salamis. De tempel met hexastyle portico was een peripteros met zes zuilen aan de korte en elf aan de lange zijden. Beide tempels werden waarschijnlijk door Augustus gerestaureerd tijdens de herbouw van de Porticus van Octavia.

Op de restanten van de Tempel van Jupiter Stator werden in de Middeleeuwen de kerk S. Maria in Campitelli en diverse woonhuizen gebouwd.

## Restanten
De zuidelijke toegangspoort is het enige deel dat nog resteert van de Porticus van Octavia. In de 8e eeuw werd deze omgebouwd tot atrium van de kerk S. Angelo in Pescheria. De poort heeft de vorm van een dubbele pronaos met zowel aan de buiten- als aan de binnenzijde vier marmeren zuilen in de Korinthische orde. Van deze acht zuilen zijn er nog vijf bewaard gebleven. Twee zuilen aan de voorzijde zijn in de Middeleeuwen vervangen door een bakstenen arcade, de kerk is tegen de achterzijde van de poort aan gebouwd, waar nog twee zuilen en een deel van een derde bewaard zijn gebleven. Op de 8,6 meter hoge zuilen rust een hoofdgestel met driehoekig fronton. De architraaf is gemaakt van Grieks Pentelisch marmer, in tegenstelling tot de zuilen die uit Italiaans Luna-marmer zijn gebouwd. De nog gedeeltelijk leesbare inscriptie op de fries aan de buitenzijde maakt melding van de restauratie door Septimius Severus en Caracalla in 203.
Een aantal opgegraven zuilen van de colonnade is naast het poortgebouw weer opgericht om een idee te geven van de omvang van het oorspronkelijke bouwwerk. Andere zuilen van de zuidelijke colonnade zijn in de Middeleeuwen ingebouwd in de muren van woonhuizen.

## Noot
- De Porticus van Octavia mag niet verward worden met de Porticus van Octavius, die in 168 v.Chr. in dezelfde wijk was gebouwd.

## Referentie
Porticus van Octavia
- S. Platner, A topographical dictionary of ancient Rome. Art. Porticus Octaviae
- J. Lendering, Stad in marmer. Gids voor het antieke Rome aan de hand van tijdgenoten, Amsterdam, 2002, pp. 127-128. ISBN 902533153X
- A. Claridge, Rome (Oxford Archaeological Guides), London 1998, pp. 223-224. ISBN 019288003-9

Tempel van Juno Regina
- S. Platner, A topographical dictionary of ancient Rome. Art. Juno Regina

Tempel van Jupiter Stator
- S. Platner, A topographical dictionary of ancient Rome. Art. Aedes Jovis Statoris